# Sörsjön, Bohuslän
Sörsjön är en sjö i Kungälvs kommun i Bohuslän och ingår i Göta älv-Bäveåns kustområde. Sjön är 7 meter djup, har en yta på 0,015 kvadratkilometer och befinner sig 113 meter över havet.